# حاجي قبول
حاجي قبول (بالأذرية: Hacıqabul) هي مدينة وعاصمة من مقاطعة حاجي قبول في أذربيجان. يبلغ عدد سكانها 23 ألف و512 نسمة. 

## التاريخ
أخذت اسمها مسمى بحيرة قريبة، ويعني الاسم حرفيا «البحيرة المرة» باللغة الأذرية. صُنفت بلدة من النمط المدني في عام 1934 ومن ثم صنفت كمدينة في عام 1938. أما في عام 1939 فقد تمت تسمية المدينة غازي ماومد (Kazi-Magomed أو Qaziməmməd) على الثوري غازي ماومد. ثم أُسترجع أسمها الأصلي في عام 2000.[بحاجة لمصدر]

خط سكة حديد باكو - تبليسي - كارس يربط المدينة بشكل مباشر مع تركيا وجورجيا